# Helium
Helium (af det græske ord for Solen; ἥλιος, helios) er det 2. grundstof i det periodiske system, og har det kemiske symbol He. Under normale tryk- og temperaturforhold optræder denne ædelgas som en farveløs, lugt- og smagsfri, enatomig, inaktiv og ugiftig gasart. Heliums koge- og smeltepunkter er de laveste blandt grundstofferne, og kun under ekstreme betingelser (højt tryk og lav temperatur) kan stoffet optræde som andet end en gas.
Helium blev opdaget d. 18. august 1868 af den franske astronom Pierre Janssen, som under en solformørkelse observerede en hidtil ukendt gul spektrallinje i lyset fra Solens kromosfære. I 1903 blev der fundet store reserver af helium i naturgasfelter i USA, som nu er langt den største leverandør af denne gas. Stoffet anvendes som kølemiddel til blandt andet superledende magneter, i åndedrætsudstyr til dykning, som opdriftsgas i balloner og luftskibe, og som beskyttelsesgas til mange industrielle formål (for eksempel lysbuesvejsning og fremstilling af siliciumskiver til halvlederindustrien).
En anden, mindre seriøs anvendelse er at indånde en lille dosis helium, hvorefter ens stemme for en kort stund lyder markant anderledes. Indånding af helium frarådes imidlertid på det stærkeste, fordi indånding af en gas uden, eller med lidt oxygen, vil gøre, at oxygenmætningen i blodet falder dramatisk, og man kan risikere besvimelse og hjertestop, med mulig fatalt resultat. ADVARSEL! Helium i "industriel" kvalitet, for eksempel fra heliumballoner, kan også indeholde andre gasser der er knap så harmløse som helium.
Helium er det næst-letteste grundstof, og det næst-hyppigste (efter brint) i det observerbare univers. Helium er et af nogle få grundstoffer man mener blev skabt "sammen med" Universet i det såkaldte Big Bang, men siden da er der også skabt "nyt" helium ved fusion af brint i det indre af stjerner (stjerne-nukleosyntese). På Jorden er helium relativt sjældent, men skabes løbende i naturen ved alfa-henfald af visse radioaktive grundstoffer; alfapartikler er blot et andet "navn" for helium-atomkerner. Denne naturlige helium "fanges" i de samme hulrum hvor man finder naturgas, somme tider i koncentrationer op til syv procent, målt på rumfang. Herfra udvindes det ved fraktionsdestillation ved lave temperaturer.
Universets første molekyle, heliumhydrid HeH, er konstateret i en stjernetåge.

## Bemærkelsesværdige kendetegn

### Gas- og plasmaformer
Under så godt som alle forhold er helium det mindst kemisk reaktive af samtlige stoffer. De meget lette heliumatomer giver stoffet større varmeledningsevne, varmefylde og lydhastighed end alle andre grundstoffer, med undtagelse af brint. Af samme grund er heliums evne til at diffundere igennem faste stoffer tre gange større end for atmosfærisk luft, og omkring 65 procent af brints diffusionsevne.
Helium er mindre opløseligt i vand end alle andre kendte gasser og har det laveste brydningsindeks (tæt på 1) af alle gasser[kilde mangler]. Ved normale "stuetemperaturer" har helium en negativ Joule-Thomson-koefficient, hvilket vil sige at gassen bliver varmere når den "får lov" til at ekspandere uhindret. Først ved temperaurer under den såkaldte Joule-Thomson-inversionstemperatur (som for helium er mellem 32 og 50K ved 1 atmosfæres tryk) afkøles gassen ved uhindret ekspansion Når helium først er nedkølet til under denne grænse, kan det bringes på flydende form ved ekspansionskøling.
Overalt i Universet finder man hovedsageligt helium i form af plasma, som opfører sig ganske anderledes end atomar, gasformig helium: I plasmatilstanden er elektroner og atomkerner ikke længere bundet til hinanden, hvilket gør plasmaet stærkt elektrisk ledende, også når stoffet kun er delvis ioniseret. Plasmaets elektrisk ladede bestanddele påvirkes modsat almindelig heliumgas af magnetiske og elektriske felter: Solvinden, som består af brint- og helium-plasma, vekselvirker med Jordens magnetosfære og skaber derved Birkeland-strømme og polarlys.

### Fast og flydende helium
Helium kan kun bringes på fast form under stort tryk (26 atmosfære) og temperaturer nær det absolutte nulpunkt: I denne tilstand optræder helium som en farveløs, næsten usynlig substans, som kan komprimeres: I laboratorier er det lykkedes at "mase" denne "frosne" helium sammen til 30% under prøvens oprindelige rumfang. Med et kompressibilitetsmodul af størrelsesordenen 5·107 Pa overgår det vands kompressibilitet 50 gange.
Helium er det eneste grundstof der ikke kan bringes på fast stof ved normalt tryk; selv ved det absolutte nulpunkt forbliver helium flydende ved normalt atmosfærisk tryk. Dette er en direkte konsekvens af kvantemekanikken; heliumatomets nulpunktsenergi er for høj til at "fryse"; ved 1K kræves et tryk på omkring 25 atmosfære (2,5 MPa). Ofte er det svært at få øje på eventuel helium-"is" hvis det udfældes af flydende helium, fordi flydende og fast helium har næsten samme brydningsindeks. Det faste helium har et veldefineret smeltepunkt, og en krystallinsk struktur.
Fast helium har en massefylde på 0,214 ±0,006 g/ml (1,15 K, 66 atm), og en isotermisk kompressibilitet (ved 66 atmosfæres tryk og 1,5 K temperaturforskel mellem det frosne helium og den omgivende luft) på 0.0031 ±0.0008/atm. Dertil har man opdaget at der ikke er forskel i massefylden ved henholdsvis 1,8 K og 1,5 K; det tyder på at fast helium ved det absolutte nulpunkt og 25 atmosfæres tryk (det laveste tryk fast helium kan eksistere ved) må have en massefylde på 0,187 ±0,009 g/ml.

#### Helium I
Ved temperaturer under kogepunktet på 4,22 K, og over det såkaldte lambdapunkt ved 2,1768K optræder isotopen helium-4 som en almindelig, farveløs væske, der kaldes helium-I.: Som andre kryogene væsker begynder helium-I at koge når det varmes op. Og det trækker sig sammen når temperaturen sænkes – indtil føromtalte lambdapunkt nås: Her holder væsken op med at koge, og begynder i stedet pludselig at udvide sig. Udvidelses-takten falder gradvist med temperaturen, og ved cirka 1 K begynder væsken atter at trække sig sammen.
Det flydende helium I har et meget lavt brydningsindeks på 1,026; det er ellers kun gasarter der har så lave brydningsindicer. Modsat hvad man kender fra vand og andre mere "dagligdags" væsker "brydes" lyset næsten ikke i flydende helium I, så denne væske er næsten helt usynlig! Af den grund bruger man ofte at lade små stykker flamingo-plast flyde rundt på heliummet som en synlig markering af væskeoverfladen. Helium-I har en meget lav viskositet, og en massefylde på blot en ottendedel af vands; fire gange mindre end hvad man skulle forvente ifølge den klassiske fysik. Først med Kvantemekanikken kunne man forklare denne egenskab, og af den grund omtales både helium-I og -II (se nedenfor) som kvantevæsker: Sådanne væsker udviser atomare egenskaber på en makroskopisk skala. formentlig fordi stoffets lave kogepunkt forhindre tilfældige termodynamiske bevægelser (varme) i at maskere eller "overdøve" de atomare egenskaber.

#### Helium II
Ved temperaturer under lambdapunktet antager flydende helium en tilstand, kaldet helium-II, hvor stoffet udviser nogle ganske usædvanlige egenskaber. På grund af stoffets høje varmeledningsevne koger det ikke på normal vis når det varmes op; væsken fordamper bare direkte fra overfladen, uden de bobler og bevægelser man normalt ser i kogende væsker. Isotopen helium-3 kan desuden antage en superflydende tilstand, men kun ved meget lave temperaturer; af den grund ved man ikke meget om disse egenskaber for helium-3-isotopens vedkommende.
Helium II er superflydende; en særlig kvantemekanisk tilstand som stoffet kan indtage, hvorunder det udviser sære egenskaber: For eksempel kan det "sive" igennem sprækker helt ned mellem 0,1 og 0,01 mikrometer helt uden målelig viskositet ("modstand"). Til gengæld, da man målte viskositeten for helium II mellem to roterende skiver, registreredes en viskositet svarende til gasformig helium. De aktuelle teorier forsøger at forklare dette med den såkaldte to-væske-model for helium II, hvor en del af væsken befinder sig under lambdapunktet i en grundtilstand, og udviser helt præcist nul viskositet, mens resten af væsken ligger over lambdapunktet i en exciteret tilstand, og udviser mere "normale" væske-egenskaber.
Helium II har en særlig evne til at "krybe" langs overflader; hvis helium II-væsken møder en overflade der strækker sig længere end væsken, dannes en 30 nanometer tyk "film" af væske (uanset hvilket materiale overfladen er lavet af), som bevæger sig langs overfladen. Denne væskefilm kan endda "kravle op" ad lodrette flader, og hvis den finder en åbning i beholderen, forlader væsken beholderen ad den vej. Denne væskefilm kaldes for Rollin-film, opkaldt efter Bernard V. Rollin, som var den første der beskrev denne sære egenskab. Helium II's evne til at "krybe" og trænge igennem ganske smalle sprækker gør det svært at "holde" på stoffet; det stiller særlige krav til de anvendte beholdere hvis ikke heliummet skal sive ud og fordampe.
Ligesom man kan lave bølger i overfladen af vand der står i et tyndt lag i et flad fad eller lignende, kan man lave overfladebølger i den Rollin-film som helium II danner, men hvor bølgerne i vand-"filmen" styres af tyngdekraften, er det Van der Waals-kræfter der står bag tilsvarende bølger i en Rollin-film af helium II. Disse bølger omtales som den tredje lyd.
Et andet specielt fænomen ved det superflydende helium II er den såkaldte fontæne-effekt, hvor en beholder står i forbindelse med et reservoir af helium II gennem en porøs barriere: Det superflydende helium II trænger let gennem barrierens porer, mens ikke-superflydende helium holdes tilbage. Hvis beholderens indre varmes op, skifter det superflydende helium tilstand og mister dets superflydende egenskab. Men da der stadig trænger superflydende helium ind, stiger trykket og presser helium-væsken ud af beholderen i en fontæne.
Helium II overgår alle andre kendte stoffer i varmeledning; det er en million gange bedre varmeleder end helium I, og flere hundrede gange bedre end kobber. Det skyldes at heliummet leder varme ved en særlig kvantemekanisk proces: Hvor de fleste gode varmeledere normalt har et valensbånd af frie elektroner der står for varmetransporten, har helium slet ikke sådan et valensbånd. Her sker varmeoverførslen i stedet på en måde der minder om lydbølger i luft; når man tilfører varme til helium II, udbreder temperaturstigningen (ved 1,8 K) sig med 20 meter i sekundet, i et bølgefænomen der kaldes for den anden lyd.

## Tekniske anvendelser
Helium bruges til en lang række formål. Flydende helium leveres kommercielt i særlige varmeisolerende "termokander" kaldet dewar-kar der rummer op til 1000 liter, eller i store ISO-beholdere med nominelle kapaciteter op til 11.000 US gallons. Mindre mængder gasformig helium fås i cylindriske trykbeholdere med indtil 300 standard-kubikfod, eller fra tankvogne der kan rumme op til 180.000 standard-kubikfod.

### Helium som bæregas
Da helium er "lettere", dvs. har en lavere massefylde end luft, bruges det til at fylde luftskibe og balloner for at få dem til at stige til vejrs. Selv om Brint har en endnu lavere massefylde, foretrækker man alligevel helium, da denne gas modsat brint hverken er brændbar eller giftig.

### Helium som åndingsgas
Ved dykning på store dybde indånder dykkerne ofte specielle luftblandinger som trimix, heliox og heliair, der indeholder helium som "stedfortræder" for det kvælstof der ved det høje tryk ellers ville føre til nitrogennarkose. Ved dybder på mere end 150 meter bruger man en ilt-helium-blanding tilsat små mængder brint for at modvirke HPNS (high pressure nervous syndrome) . Ved disse dyber har man opdaget, at heliummets lave massefylde letter vejrtrækningen betydeligt.

### Helium som kølemiddel
Flydende helium bruges til at nedkøle visse metaller til de ekstremt lave temperaturer der fremkalder superledning i disse metaller: Det udnyttes bl.a. i de superledende magneter der bruges i f.eks. MRI-scannere. I CERNs Large Hadron Collider bruges 96 tons flydende helium til at holde superledende magneter ved en temperatur af 1,9 Kelvin. Helium bliver også brugt ved kryogen frysning.
Gasformig helium benyttes som kølemiddel i visse typer gaskølede atomreaktorer, fordi det kemisk ikke-reaktive helium dels har en høj varmeledningsevne, dels er let gennemtrængeligt for neutroner, og dertil ikke kan danne radioaktive isotoper under de betingelser der hersker i disse reaktortyper.
Heliums høje varmeledningsevne og lydhastighed er også en fordel i termoakustisk køling. Heliums manglende evne til at indgå kemiske forbindelser giver denne kølingsmetode en miljømæssig fordel overfor konventionelle kølesystemer, hvis kølemidler kan bidrage til global opvarmning og nedbryde ozonlaget.[kilde mangler]

### Helium som beskyttelsesgas
Visse industrielle processer, for eksempel lysbuesvejsning, dyrkning af krystaller af silicium og germanium samt forarbejdningen af titan og zirconium, "forstyrres" af tilstedeværelsen af det ilt eller kvælstof der findes i den atmosfæriske luft. For at undgå dette, benyttes det kemisk ureaktive helium i visse situationer som en "beskyttelsesgas", der fortrænger den atmosfæriske luft omkring arbejdsprocessen.
Til gaskromatografi benyttes det kemisk ureaktive helium som "bæregas" til at føre den analyserede prøve gennem gaskromatografens kolonne: Modsat prøvens bestanddele påvirker heliummet ikke de sensorer der skal registrere bestanddelene. Helium er desuden egnet til brug som beskyttende atmosfære omkring gamle historiske dokumenter, da det modsat atmosfærisk luft ikke får papir til at gulne.

### Helium i rumfarten
I forbindelse med raketter til flydende brændstof bruges helium som "fyldegas" i rakettens tanke for brændstof og iltningsmiddel, efterhånden som tankene tømmes, samt til at "fortrænge" dampe af disse stoffer i serviceudstyr ved rakettens afskydningsrampe. Dertil benyttes helium som kølemiddel i fremstillingen af det flydende ilt og brint der bruges i visse typer raketmotorer. Eksempelvis krævede de Saturn V-raketter der blev benyttet til Apollo-programmet omkring 13 millioner kubikfod (370.000 m³) helium i forbindelse med opsendelsen.

### Andre anvendelser
Som navnet antyder, indgår helium i lasermediet i den såkaldte Helium-Neon-laser: Sådanne lasere har en række praktiske anvendelser, herunder i stregkodelæsere.
Klippemateriale der indeholder de radioaktive grundstoffer uran og thorium, kan aldersbestemmes ved at måle materialets indhold a helium; en metode der kaldes heliumdatering.
Heliums evne til at trænge gennem faste stoffer udnyttes til sporing af lækager i udstyr, der skal opretholde et kraftigt vakuum eller højt tryk
I refraktor-teleskoper fyldes hulrummet mellem linserne undertiden med helium, hvis meget lave brydningsindeks reducerer de forstyrrende effekter af temperaturvariationer. Det bruges især i teleskoper til solobservation, som ville blive for tunge hvis de skulle bygges til at opretholde et vakuum.
Da helium er lettere end den atmosfæriske luft, udbredes lyden også hurtigere i denne gas. Det bevirker, at når man indånder helium, ændres klangen (ikke tonehøjden) af ens stemme. Det bør dog frarådes at gøre dette med "industriel" helium, da dette kan indeholde spor af andre gasser samt dråber af smøreolie. Og selv det pureste helium fortrænger stadig den livsnødvendige ilt, med risiko for kvælning til følge.

## Historie

### Videnskabelige opdagelser
Det første "spor" af helium blev opdaget den 18. august 1868, da den franske astronom Pierre Janssen fandt en klar, gul spektrallinje med 587.49 nanometer bølgelængde i emissionsspektret fra Solens kromosfære, under en total solformørkelse i Guntur i Indien; denne linje formodede man stammede fra natrium. Den 20. oktober samme år observerede den engelske astronom Norman Lockyer en gul linje i Solens spektrum, som han "udnævnte" som Fraunhofer-linje D3 da den lå tæt på de såkaldte D1- og D2-linjer i natriums emissionsspektrum.. Han konkluderede at D3-linjen skyldtes et hidtil ukendt grundstof i Solen. Lockyer og den engelske kemiker Edward Frankland omtalte dette grundstof med det græske ord for Solen, ἥλιος (helios)
Den 26 marts 1895 lykkedes det den britiske kemiker William Ramsay at udvinde helium på Jorden ved at behandle mineralet cleveit (en variant af uraninitmed mindst 10% sjældne jordartsmetaller) med uorganiske syrer. Ramsay ledte egentlig efter argon, men efter at have fjernet kvælstof og ilt fra den gas som kom af at behandle mineralprøverne med svovlsyre, gav den tilbageværende gas en klar gul spektrallinje der passede med den D3-linje man havde observeret i Solens lys. Denne gas-"rest" blev identificeret som helium af Lockyer og den britiske fysiker William Crookes. Uafhængigt af Lockyer formåede også kemikerne Per Teodor Cleve og Abraham Langlet i Uppsala i sverige samme år at isolere prøver af helium. Langlet fremstillede tilstrækkelige mængder til at kunne bestemme gassens atomvægt. Også den amerikanske geokemiker William Francis Hillebrand var "på sporet" af helium, endda før Ramsays opdagelse: Han havde observeret nogle usædvanlige spektrallinjer under sine undersøgelser af uraninit, men han antog at de stammede fra kvælstof. Hans lykønskningsbrev til Ramsay er et interessant eksempel på videnskabelige opdagelser og "næsten-opdagelser".
I 1907 påviste Ernest Rutherford og Thomas Royds, at alfapartikler er atomkerner af helium: De havde ladet partikelstrålingen trænge ind i en tyndvægget, lufttom glasbeholder, og derefter undersøgt den "indfangede" gas' spektrum ved at sende en elektrisk udladning gennem røret. Året efter lykkedes det den hollandske fysiker Heike Kamerlingh Onnes at kondensere helium til en væske for første gang, ved at nedkøle gassen til under én kelvin. Han forsøgte at bringe det på fast form ved at reducere temperaturen yderligere, men det lykkedes ikke, fordi helium ikke har en tripelpunkt temperatur, hvor de faste, flydende og luftformige faser er i ligevægt. Det blev først bragt på fast form i 1926 af hans studerende Willem Hendrik Keesom ved at udsætte helium for 25 atmosfæres tryk.
Den russiske fysiker Pyotr Leonidovich Kapitsa opdagede i 1938, at helium-4 (som er en boson) næsten ikke udviser viskositet ved temperaturer tæt på det absolutte nulpunkt: Dette fænomen omtales som superfluiditet, og hænger sammen med Bose-Einstein-kondensation. In 1972 blev det samme fænomen påvist i helium-3, blot ved temperaturer meget tættere på det absolutte nulpunkt, af de amerikanske fysikere Douglas D. Osheroff, David M. Lee og Robert C. Richardson. Superfluiditeten i helium-3 skyldes formodentlig at helium-3-fermioner danner bosoner ved pardannelse, svarende til Cooper-par af elektroner ved superledning.

### Udvinding og anvendelse
I 1903 var en olieboring i Dexter, Kansas i USA begyndt at udspy en gas, der ikke kunne brænde. Kansas' statsgeolog Erasmus Haworth udtog prøver af gassen, som blev bragt tilbage til universitetet i Kansas ved Lawrence, hvor han sammen med kemikerne Hamilton Cady og David McFarland, konstaterede, at gassen bestod af 72 % nitrogen, 15 % methan (ikke nok til at kunne brænde), 1 % hydrogen, og 12 % uidentificerede gasarter (alle %vol.). Yderligere undersøgelser påviste at 1,84 % af gassen var helium. Den hidtil så "sjældne" helium var tilgængelige i store mængder i USAs undergrund, og kunne skilles ud fra naturgas.
Dermed var USA godt på vej til at blive verdens førende leverandør af helium. Efter forslag fra Sir Richard Threlfall bekostede United States Navy tre små helium-produktionsanlæg under 1. verdenskrig, med det formål at bruge den ikke-brændbare gas i spærreballoner. Indtil da var der sammenlagt udvundet mindre end 100 liter helium – flådens heliumanlæg endte med at fremstille i alt 5.700 kubikmeter 92% ren helium. Noget af denne helium blev brugt i verdens første helium-fyldte luftskib "C-7", som fløj sin jomfrurejse fra Hampton Roads i Virginia to Bolling Field i Washington, D.C. den 1. december 1921.
Under 1. verdenskrig var udvindings-teknikken med kondensation af gassen ved lave temperaturer ikke var tilstrækkelig udviklet til at bidrage væsentligt til produktionen, som dog fortsatte. Gassen blev primært brugt i luftskibe og andre aerostater, og efterspørgslen til denne formål steg under 2. verdenskrig, hvor helium blev brugt til afskærmning under lysbuesvejsning. Helium spillede også en afgørende rolle ved Manhattan Project, som udviklede USA's første atombombe.
USA's regering oprettede i 1925 den såkaldte National Helium Reserve ved Amarillo i Texas, for at kunne forsyne militære luftskibe under krigstid, og deres civile, kommercielle modstykker i fredstid. På grund af en amerikansk embargo mod salg af helium til Tyskland, måtte Hindenburg benytte den brandfarlige brint som løftegas. Efter 2. verdenskrig faldt forbruget af helium, men man forøgede beholdingerne af gassen op gennem 1950'erne for at have kølemiddel til udvinding af ilt og brint til brug som raketbrændstof til såvel militære raketter under den kolde krig, som civile rumraketter under rumkapløbet. I 1965 var USA's heliumforbrug otte gange så højt som under krigen.
Ved en lovændring i 1960 indførte USA et helium conservation-program, hvorunder fem private fabrikker udvandt helium af naturgas, og sendte det via en 684 kilometer lang til formålet anlagt rørledning, til det statsejede og delvis udtømte gasfelt Cliffside nær Amarillo i Texas. Den udvundne helium/kvælstofblanding blev pumpet ind og opbevaret i Cliffside, og skulle så separeres i rene gasser når der var brug for det.
I 1995 havde man på denne måde opmagasineret en millard kubikmeter gas, men anlægget stod med en gæld på 1,4 milliarder amerikanske dollar, hvorfor USA's Kongres i 1996 vedtog at udfase heliumreserve-projektet. Ifølge den vedtagne "Helium Privatization Act of 1996" skal USA's indenrigsministerium likvidere anlægget og reserven i 2005.
Helium fremstillet før 1945 havde en renhed på cirka 98 % (mens de sidste 2 % udgjordes af kvælstof), hvilket var tilstrækkelig rent til brug i luftskibe. På den tid fremstilledes små mængder 99.9 % ren helium til svejseformål, men i 1949 fremstillede man 99,995 % ren "grade A" helium i kommerciel skala.[kilde mangler]
I mange år stod USA for over 90 % af verdens kommercielle helium-produktion – resten blev udvundet på anlæg i Canada, Polen, Rusland og andre lande. I midten af 1990'erne begyndte et nyt udvindingsanlæg i Arzew i Algeriet at producere 17 millioner kubikmeter helium; nok til at dække hele Europas forbrug. I 2004-2006 blev der bygget to nye anlæg op i Ras Laffen i Qatar og Skikda i Algeriet. Algeriet er hurtigt blevet verdens næststørste heliumleverandør.

## Forekomst og udvindingsmetoder

### Naturlig forekomst
Helium er det næstmest udbredte grundstof i det observerbare Univers, efter brint: Målt på vægt udgør helium 23 % af alt stof i Universet. Det er koncentreret i stjerner, hvor det dannes ved fusion af brint under proton-proton-kædereaktionen og kulstof-kvælstof-ilt-kredsprocessen. Ifølge Big Bang-teorien for Universets tidlige udviklingsstadier, blev det meste af Universets indhold af helium skabt ved Big Bang-nukleosyntese i tiden mellem ét og tre minutter efter Big Bang. Af den grund bidrager målinger af heliums udbredelse i Universet til kosmologiens teorier og modeller.
I Jordens atmosfære findes blot 5,2 parts per million helium, målt på rumfang. Denne lave koncentration er nogenlunde konstant over hele kloden, til trods for at der hele tiden skabes ny helium, fordi de lette heliumatomer "siver ud" af atmosfæren og ud i rummet, hjulpet på vej af flere forskellige processer. I heterosfæren, som er en del af den ydre atmosfære, udgøres den tynde luft hyppigst af helium og andre lette gasarter.
Så godt som al helium på Jorden er dannet som et resultat af radioaktivt henfald: Grundstofferne uran og thorium er radioaktive og udsender alfa-stråling, som ret bese er heliumkerner der er "brækket af" de store uran- og thorium-atomkerner. Af den grund afgiver især uran- og thoriumholdige mineraler som cleveit, begblende, carnotit og monazit, hele tiden helt ioniserede heliumatomer, som dog hurtigt går i forbindelse med to elektroner og bliver til neutrale heliumatomer. Det formodes at hele Jordskorpen på denne måde producerer 3000 tons helium om året. Jordskorpen har et helium-indhold på 8 parts per billion ("milliard-dele"; 10−9), mens havvand kun indeholder 4 parts per trillion ("billiontedele"; 10−12. Også kildevand, vulkansk gas og jern fra meteoritter indeholder ganske små mængder helium. De største koncentrationer af helium på Jorden er de føromtalte naturgasfelter, der som nævnt er den primære kilde til kommerciel udvinding

### Moderne udvinding
Helium udvindes på industriel skala ved at destillere naturgas, som sine steder indeholder op imod syv procent helium: Gassen køles ned til lave temperaturer mens den holdes ved et højt tryk, og da helium har det laveste kogepunkt, vil man ved et vist punkt have kondenseret alle andre bestanddele (hovedsagelig kvælstof og metan) til en væske. Den resulterende "rå" helium indeholder stadig små mængder urenheder, som derefter fjernes ved yderligere, trinvise nedkølinger. Efter en endelig filtrering gennem aktivt kulstøv har man 99,995% rent, såkaldt "Grade-A"-helium. Den sidste rest urenheder i dette Grade-A-helium er neon. Det "færdige" helium fortættes til flydende form ad kryoteknisk vej, dels fordi der til mange formål kræves flydende frem for luftformig helium, og dels for at reducere transportomkostningerne – de største beholdere til flydende helium rummer fem gange så meget som tilsvarende beholdere til luftformig helium. I 2005 blev omkring 160 millioner kubikmeter helium enten udvundet fra naturgas, eller hentet fra lageranlæg. I USA hentes det meste helium fra naturgasfelter i Kansas, Oklahoma og Texas.
En anden metode til udvinding og oprensning af helium, er at lade "rå" naturgas diffundere gennem særlige membraner.. Dertil kan helium syntetiseres ved at bombardere lithium eller bor med protoner med høj fart, men denne produktionsform er ikke økonomisk rentabel.

## Isotoper
Der findes otte kendte isotoper af helium, men kun helium-3 og helium-4 er stabile. I jordens atmosfære, er der et He-3-atom for hver en million He-4-atommer. Til forskel fra de fleste grundstoffer varierer heliums isotopiske indhold meget efter oprindelse, på grund af de forskellige dannelsesprocesser. Den mest almindelige isotop, helium-4, bliver produceret på jorden ved alfastråling fra meget radioaktive grundstoffer; alfastrålingen består af fuldt ioniseret helium-4 kerner. Helium-4 er en usædvanlig stabil kerne, fordi dens nukleoner er arranceret i komplette skaller. Det blev også formet i enorme mængder under Big Bang-nukleosyntese.

### Helium-3
Helium-3 findes kun i ganske små men sporbare mængder på Jorden: Det meste har været der siden Jordens dannelse, men dertil modtager vores planet også en smule helium-3 der er bundet i det kosmiske støv der til stadighed falder ind i atmosfæren. Dertil skabes der små mængder ved betahenfald af tritium. I klippemateriale fra Jordens skorpe varierer heliumisotop-sammensætningen med op mod faktor 10, og disse variationer kan bruges til at undersøge klippematerialets oprindelsessted og jordskorpens sammensætning. I stjerner findes langt større mængder helium-3, fordi det her skabes som et produkt af fusionsprocesser. Af den grund er forekomsten af helium-3 i det interstellare gas cirka hundrede gange højere end på Jorden. "Udenjordisk" materiale, som for eksempel stenprøver fra Månen og fra asteroider, indeholder helium-3 der er dannet ved at materialet er blevet "bombarderet" af solvindens partikler. I Månens overflademateriale er koncentrationen af helium-3 af størrelsesordenen 0.01 parts per million. Forskellige personer, med Gerald Kulcinski som den første i 1986, har foreslået at udforske Månens forekomster af helium-3, med henblik på at udvinde stoffet og anvende det som "brændstof" i fusionsenergi-produktion.

### Helium-4
Flydende helium-4 kan køles ned til cirka 1 kelvin ved fordampningskøling, mens helium-3, med dets lavere kogepunkt, kan nå ned på cirka 0,2 kelvin. En ligelig blanding af helium-3 og -4 vil skille ud til to ikke-blandbare væsker når temperaturen når ned under 0,8 kelvin: De to væsker følger hver deres kvantestatistik (helium-4-atomer er bosoner mens helium-3-atoms er fermioner), og det giver dem forskellige egenskaber, at de "skyer hinanden" omtrent som vand og olie. Den såkaldte fortyndingskøling udnytter denne "uforlignelighed" til at nå ned på temperaturer på nogle få tusindedele kelvin.

### Andre isotoper
Ud over helium-3 og -4 har man påvist en række eksotiske heliumisotoper, som dog hurtigt henfalder til andre stoffer. Den mest kortlivede tunge heliumisotop er helium-5 med en halveringstid på 7,6·10−22 sekunder. Helium-6 henfalder med en betapartikel, og har en halveringstid på 0,8 sekunder. Ligeledes undergår helium-7 betahenfald, og udsender desuden gammastråling. Helium-7 and helium-8 er såkaldte hyperfragmenter, som dannes ved visse kernereaktioner. Helium-6 og helium-8 udviser en nuklear halo. Helium-2 (med to protoner men ingen neutroner) er radioaktiv, og henfalder ved at deles i to enkeltstående protoner (brintkerner), med en halveringstid på 3·10−27 sekunder.

## Helium i biologien
Neutral helium ved standardatmosfæriske forhold er ugiftigt, og spiller ingen rolle for levende organismer, men findes dog i små mængder i menneskeligt blod. Ved højt tryk (over cirka 20 atmosfære eller 2 MPa) giver en blanding af helium og ilt (heliox) anledning til HPNS (high pressure nervous syndrome), en slags "omvendt anæstesi"-effekt. Dette problem kan afhjælpes ved at tilsætte små mængder kvælstof i luftblandingen. Beholdere med gasformig helium ved mellem 5 og 10 kelvin bør håndteres som om de indeholdt flydende helium, på grund af den kraftige termiske ekspansion der optræder, når helium ved under 10 K varmes op til stuetemperatur.
Stemmen hos en person der har indåndet helium vil for en kort periode have en ændret klang: Det skyldes at lydens hastighed i helium er næsten tre gange højere end i atmosfærisk luft, og da grundfrekvensen for et gasfyld hulrum er proportional med lydhastigheden, påvirker tilstedeværelsen af helium stemmens klang. (Den modsatte effekt, dybere stemmeklang, kan opnås ved at indhalere svovlhexafluorid)
Selv om helium er kemisk ureaktivt og derfor ugiftigt, fortrænger det stadig den livsnødvendige ilt: Fortsat inhalering af helium gennem nogle minutter kan medføre kvælningsdøden. I de fleste pattedyr reguleres åndedrætsrefleksen af mængden af kuldioxid, ikke af fraværet af ilt. Af den grund "opdager" kroppen ikke at den er ved at blive kvalt; man føler sig ikke "stakåndet". Indånding af helium direkte fra en trykflaske er ekstremt farligt, da disse beholdere hurtigt kan afgive store mængder gas og sprænge lungevævet med døden til følge.

## Heliumforbindelser
Undtagen under ekstreme betingelser er helium helt ureaktivt, og har valenstal 0. Gassen er en elektrisk isolator med mindre den ioniseres. Som de øvrige ædelgasser har helium et metastabilt energiniveau, som tillader det at forblive ioniseret i en elektrisk udladning ved spændinger under dets ioniseringspotentiale. Helium kan danne ustabile kemiske forbindelser med wolfram, jod, fluor, svovl og fosfor når stofferne forefindes som et plasma. På denne måde er det lykkedes at skabe HeNe, HgHe10, WHe2 samt de molekylære ioner He2+, He22+, HeH+, and HeD+. Man har også skabt det neutrale helium-molekyle He2, som har et stort antal spektralbånd, samt HgHe, der tilsyneladende kun holdes sammen af polarisationskræfter. I teorien skulle også andre kemiske forbindelser være muligt, herunder heliumfluorhydrid (HHeF), analogt til det HArF der blev opdaget i 2000.
Under højt tryk og temperatur er der lykkedes at "presse" heliumatomer ind i Buckminsterfulleren; et rundt "bur" opbygget af 60 kulstof-atomer: Disse kulstofmolekyler er i stand til at fastholde heliumatomet, selv ved høje temperaturer, og selv om kulstofmolekylet danner kemiske derivater. Er heliumatomet af isotopen helium-3, kan det nemt "afsløres" ved NMR-spectroscopy. Man har påvist mange sådanne fullerener med "indespærrede" helium-3-atomer: Selv om heliumatomerne ikke er bundet hverken kovalent eller ved ionbindinger til de omgivende atomer, har sådanne fullerener med helium deres egne distinkte egenskaber, og en utvetydig sammensætning som alle andre støkiometriske kemiske forbindelser.

## Fodnoter
1. ↑  Astronomers have spotted the universe’s first molecule. Science 2019
2. 1 2  The Encyclopedia of the Chemical Elements, edited by Cifford A. Hampel, "Helium" entry by L. W. Brandt (New York; Reinhold Book Corporation; 1968; page 261) Library of Congress Catalog Card Number: 68-29938
3. ↑  "Helium (He) and water". Lenntech. Hentet 2008-07-23. {{cite journal}}: Cite journal kræver |journal= (hjælp)
4. 1 2 3 4 5 6 7 8 9  Brandt, L. W. (1968). "Helium".  I Clifford A. Hampel (red.). The Encyclopedia of the Chemical Elements. New York: Reinhold Book Corporation. s. 256–268. LCCN 68-29938.
5. 1 2 3 4 5 6 7 8 9 10 11 12  Emsley, John (2001). Nature's Building Blocks. Oxford: Oxford University Press. s. 175-179. ISBN 0-19-850341-5.
6. 1 2 3  "Periodic Table: Helium". Los Alamos National Laboratory (LANL.gov):. Arkiveret fra originalen 2. juni 2008. Hentet 2008-07-23.{{cite web}}:  CS1-vedligeholdelse: Ekstra tegnsætning (link)
7. ↑  C. Malinowska-Adamska, P. Soma, J. Tomaszewski (2003). "Dynamic and thermodynamic properties of solid helium in the reduced all-neighbours approximation of the self-consistent phonon theory". physica status solidi (b). 240 (1): 55-67. doi:10.1002/pssb.200301871. ISSN 0370-1972.{{cite journal}}:  CS1-vedligeholdelse: Flere navne: authors list (link)
8. ↑  "Solid Helium". Department of Physics University of Alberta. 2005-10-05. Arkiveret fra originalen den 5. november 2008. Hentet 6. juli 2008.{{cite web}}:  CS1-vedligeholdelse: BOT: original-url status ukendt (link)
9. ↑  D. G. Henshaw (1958). "Structure of Solid Helium by Neutron Diffraction". Physical Review Letters. 109 (2): 328-330. doi:10.1103/PhysRev.109.328.
10. 1 2 3  The Encyclopedia of the Chemical Elements, page 262
11. ↑  Yuan, Sidney. "The Two Fluid Model of Superfluid Helium (He II, Superfluidity)". Yutiopian.com. Hentet 2008-07-23.
12. 1 2  The Encyclopedia of the Chemical Elements, page 263
13. ↑  Fairbank H.A.; Lane C.T. (oktober 1949). "Rollin Film Rates in Liquid Helium". Physical Review. 76 (8): 1209-1211. doi:10.1103/PhysRev.76.1209.{{cite journal}}:  CS1-vedligeholdelse: Flere navne: authors list (link)
14. ↑  B.V. Rollin and F. Simon (1949). "On the "film" phenomenon of liquid helium II". Physica. 6 (2): 219-230. doi:10.1016/S0031-8914(39)80013-1.
15. ↑  Ellis, Fred M. "Third sounds". Wesleyan Quantum Fluids Laboratory. Hentet 2008-07-23.
16. ↑  D. Bergman (oktober 1949). "Hydrodynamics and Third Sound in Thin He II Films". Physical Review. 188 (1): 370-384. doi:10.1103/PhysRev.188.370.
17. ↑  Warner, Brent. "Introduction to Liquid Helium". NASA. Arkiveret fra originalen 1. september 2005. Hentet 2007-01-05.
18. 1 2  Guide to the Elements: Revised Edition, by Albert Stwertka (New York; Oxford University Press; 1998; page 24) ISBN 0-19-512708-0
19. ↑  Fowler, B; Ackles, KN; Porlier, G (1985). "Effects of inert gas narcosis on behavior--a critical review". Undersea Biomedical Research Journal. PMID 4082343. Arkiveret fra originalen 25. december 2010. Hentet 2008-06-27.
20. ↑  Thomas, JR (1976). "Reversal of nitrogen narcosis in rats by helium pressure". Undersea Biomed Res. 3 (3): 249-59. PMID 969027. Hentet 2008-06-27.
21. ↑  Rostain, J. C.; Gardette-Chauffour, M. C.; Lemaire, C.; Naquet, R. (1988). "Effects of a H2-He-O2 mixture on the HPNS up to 450 msw". Undersea Biomed. Res. 15 (4): 257-70. ISSN 0093-5387. OCLC 2068005. PMID 3212843. Arkiveret fra originalen 25. december 2010. Hentet 2008-06-24.
22. ↑  Butcher, Scott J.; Jones, Richard L.; Mayne, Jonathan R.; Hartley, Timothy C.; Petersen, Stewart R. (december 2007). "Impaired exercise ventilatory mechanics with the self-contained breathing apparatus are improved with heliox". European Journal of Applied Physiology. Netherlands: Springer. 101 (6): 659(11). doi:10.1007/s00421-007-0541-5.
23. ↑  "CERN - LHC: Facts and Figures" (PDF). CERN. Arkiveret fra LHC Guide booklet originalen 6. juli 2011. Hentet 2008-04-30. {{cite web}}: Tjek |url= (hjælp)
24. 1 2  Considine, Glenn D., red. (2005), "Francium", Van Nostrand's Encyclopedia of Chemistry, New York: Wylie-Interscience, s. 764-765, ISBN 0-471-61525-0
25. ↑  I E Beckwith and C G Miller (1990). "Aerothermodynamics and Transition in High-Speed Wind Tunnels at Nasa Langley". Annual Review of Fluid Mechanics. 22: 419-439. doi:10.1146/annurev.fl.22.010190.002223.{{cite journal}}:  CS1-vedligeholdelse: Bruger authors parameter (link)
26. ↑  H. Jakobsson (1997). "Simulations of the dynamics of the Large Earth-based Solar Telescope". Astronomical & Astrophysical Transactions. 13 (1): 35-46. doi:10.1080/10556799708208113.{{cite journal}}:  CS1-vedligeholdelse: Bruger authors parameter (link)
27. ↑  Physics in speech Arkiveret 10. december 2004 hos  Wayback Machine, phys.unsw.edu.au. Hentet 5. januar 2007.
28. ↑  The Encyclopedia of the Chemical Elements, page 256
29. ↑  Oxford English Dictionary (1989), "helium", 16. december 2006, fra Oxford English Dictionary Online. Også, per citat deri: Thomson, W. (1872). Rep. Brit. Assoc. xcix: "Frankland and Lockyer find the yellow prominences to give a very decided bright line not far from D, but hitherto not identified with any terrestrial flame. It seems to indicate a new substance, which they propose to call Helium."
30. 1 2  The Encyclopedia of the Chemical Elements, page 257
31. ↑  William Ramsay (1895). "On a Gas Showing the Spectrum of Helium, the Reputed Cause of D3 , One of the Lines in the Coronal Spectrum. Preliminary Note". Proceedings of the Royal Society of London. 58: 65-67. doi:10.1098/rspl.1895.0006.
32. ↑  William Ramsay (1895). "Helium, a Gaseous Constituent of Certain Minerals. Part I". Proceedings of the Royal Society of London. 58: 80-89. doi:10.1098/rspl.1895.0010.
33. ↑  William Ramsay (1895). "Helium, a Gaseous Constituent of Certain Minerals. Part II--". Proceedings of the Royal Society of London. 59: 325-330. doi:10.1098/rspl.1895.0097.
34. ↑   Pat Munday (1999). Biographical entry for W.F. Hillebrand (1853–1925), geochemist and US Bureau of Standards administrator in American National Biography, ed. John A. Garraty and Mark C. Carnes, 24 vols. (Oxford University Press: 1999): v. 10, pp. 808–9; v. 11, pp. 227-8.
35. ↑  Dirk van Delft (2008). "Little cup of Helium, big Science" (PDF). Physics today. s. 36-42. Arkiveret fra originalen (PDF) 25. juni 2008. Hentet 2008-07-23.
36. ↑  Willem Hendrik Keesom (1926). "Solidification of Helium" ( (Webside ikke længere tilgængelig) – Scholar search). Nature. 118: 81. doi:10.1038/118081a0. Arkiveret (PDF) fra originalen 25. juni 2008. Hentet 2008-07-23. {{cite journal}}: Ekstern henvisning i |format= (hjælp)
37. ↑  P. Kapitza (1938). "Viscosity of Liquid Helium below the λ-Point". Nature. 141: 74. doi:10.1038/141074a0.
38. ↑  D. D. Osheroff, R. C. Richardson, and D. M. Lee (1972). "Evidence for a New Phase of Solid He3". Phys. Rev. Lett. 28 (14): 885-888. doi:10.1103/PhysRevLett.28.885.{{cite journal}}:  CS1-vedligeholdelse: Flere navne: authors list (link)
39. ↑  American Chemical Society (2004). "The Discovery of Helium in Natural Gas". Arkiveret fra originalen 20. maj 2006. Hentet 2006-05-17.
40. ↑  H. P. Cady and D. F. McFarland (1906). "Helium in Natural Gas". Science. 14: 344. doi:10.1126/science.24.611.344. PMID 17772798.
41. ↑  H. P. Cady and D. F. McFarland (1906). "Helium in Kansas Natural Gas". Transactions of the Kansas Academy of Science. 20: 80-81. doi:10.2307/3624645. Arkiveret fra originalen 27. maj 2012. Hentet 2008-07-23.
42. ↑  Eugene M. Emme, comp., red. (1961). "Aeronautics and Astronautics Chronology, 1920–1924". Aeronautics and Astronautics: An American Chronology of Science and Technology in the Exploration of Space, 1915–1960. Washington, DC: NASA. s. 11-19. Arkiveret fra originalen 14. juli 2019. Hentet 2007-01-05.
43. ↑  "Helium Privatization Act of 1996". Arkiveret fra originalen 6. juli 2008. Hentet 2007-01-05.
44. ↑  Executive Summary Arkiveret 2. maj 2005 hos  Wayback Machine, nap.edu. Hentet 5. januar 2007.
45. 1 2 3  DM Smith, TW Goodwin, J Schillinger (2003). "Challenges to the Worldwide Supply of Helium in the Next Decade" (PDF). Advances in Cryogenic Engineering. 49 A. Arkiveret fra originalen (PDF) 25. juni 2008. Hentet 6. juli 2008.{{cite journal}}:  CS1-vedligeholdelse: Flere navne: authors list (link)
46. 1 2  Weiss, Achim. "Elements of the past: Big Bang Nucleosynthesis and observation". Max Planck Institute for Gravitational Physics. Arkiveret fra originalen 8. februar 2007. Hentet 2008-06-23.; Coc, A.;  et al. (2004). "Updated Big Bang Nucleosynthesis confronted to WMAP observations and to the Abundance of Light Elements". Astrophysical Journal. 600: 544. doi:10.1086/380121. {{cite journal}}: Eksplicit brug af et al. i: |author= (hjælp)
47. ↑  "The Atmosphere: Introduction". JetStream - Online School for Weather. National Weather Service. Arkiveret fra originalen 13. januar 2008. Hentet 6. juli 2008.
48. ↑  Lie-Svendsen, Ø.; Rees, M. H. (1996). "Helium escape from the terrestrial atmosphere: The ion outflow mechanism". Journal of Geophysical Research. 101 (A2): 2435-2444. doi:10.1029/95JA02208.{{cite journal}}:  CS1-vedligeholdelse: Flere navne: authors list (link)
49. ↑  Strobel, Nick (2007). "Nick Strobel's Astronomy Notes (chapter Atmospheres)". Hentet 2007-09-25.
50. 1 2  Melvine A. Cook (1957). "Where is the Earth's Radiogenic Helium?". Nature. 179: 213. doi:10.1038/179213a0.
51. ↑  Helium Leaking from Earth in Southern California. Livescience
52. ↑  L. T. Aldrich and Alfred O. Nier (1948). "The Occurrence of He3 in Natural Sources of Helium". Phys. Rev. 74: 1590-1594. doi:10.1103/PhysRev.74.1590.
53. ↑  P. Morrison, J. Pine (1955). "Radiogenic Origin of the Helium Isotopes in Rock". Annals of the New York Academy of Sciences. 62 (3): 71-92. doi:10.1111/j.1749-6632.1955.tb35366.x.
54. ↑  WebElements Periodic Table: Professional Edition: Helium: key information
55. ↑  The Encyclopedia of the Chemical Elements, page 258
56. ↑  Z. Cai, R. Clarke, N. Ward, W. J. Nuttall, B. A. Glowacki. "Modelling Helium Markets" (PDF). Arkiveret fra originalen (PDF) 25. juni 2008. Hentet 6. juli 2008. {{cite journal}}: Cite journal kræver |journal= (hjælp)CS1-vedligeholdelse: Flere navne: authors list (link)
57. ↑  V. P. Belyakov1, S. G. Durgar'yan, B. A. Mirzoyan, N. S. Nametkin1, O. G. Talakin and L. N. Chekalov (1981). "Membrane technology — A new trend in industrial gas separation". Chemical and Petroleum Engineering. 17 (1): 19-21. doi:10.1007/BF01245721.{{cite journal}}:  CS1-vedligeholdelse: Flere navne: authors list (link)
58. 1 2  Don L. Anderson, G. R. Foulger & Anders Meibom. "Helium Fundamentals". mantleplumes.org. Hentet 2008-07-23.
59. ↑  Periodic Table of Elements: Li – Lithium (EnvironmentalChemistry.com)
60. ↑  Zastenker G.N.; Salerno E.; Buehler F.; Bochsler P.; Bassi M.; Agafonov Y.N.; Eismont N.A.; Khrapchenkov V.V.; Busemann H. (april 2002). "Isotopic Composition and Abundance of Interstellar Neutral Helium Based on Direct Measurements". Astrophysics. 45 (2): 131-142. doi:10.1023/A:1016057812964. Hentet 2007-01-05.{{cite journal}}:  CS1-vedligeholdelse: Flere navne: authors list (link)
61. ↑  "FTI Research Projects :: 3He Lunar Mining". Arkiveret fra originalen 4. september 2006. Hentet 6. juli 2008.
62. ↑  E. N. Slyuta and A. M. Abdrakhimov, and E. M. Galimov (2007). "The estimation of helium-3 probable reserves in lunar regolith" (PDF). Lunar and Planetary Science XXXVIII.
63. ↑  Eric R. Hedman (16. januar 2006). "A fascinating hour with [[Gerald Kulcinski]]". The Space Review. {{cite news}}: Konflikt mellem URL og wikilink (hjælp)
64. 1 2  The Encyclopedia of the Chemical Elements, page 264
65. ↑  The Encyclopedia of the Chemical Elements, page 260
66. ↑  HPNS Arkiveret 5. juli 2008 hos  Wayback Machine, scuba-doc.com. Hentet 5. januar 2007.
67. ↑  Stay Out of That Balloon! The dangers of helium inhalation, Slate.com. Retrieved on 18 September 2007.
68. ↑  "Helium - Valency". Arkiveret fra originalen 2. juni 2008. Hentet 14. maj 2008.
69. ↑  Hiby, Julius W. (1939). "Massenspektrographische Untersuchungen an Wasserstoff- und Heliumkanalstrahlen (H3+, H2-, HeH+, HeD+, He-)". Annalen der Physik. 426 (5): 473-487. doi:10.1002/andp.19394260506.
70. ↑  Ming Wah Wong (2000). "Prediction of a Metastable Helium Compound: HHeF". Journal of the American Chemical Society. 122 (26): 6289-6290. doi:10.1021/ja9938175.
71. ↑  Martin Saunders, Hugo A. Jiménez-Vázquez, R. James Cross, and Robert J. Poreda (1993). "Stable Compounds of Helium and Neon: He@C60 and Ne@C60". Science. 259 (5100): 1428-1430. doi:10.1126/science.259.5100.1428. PMID 17801275.{{cite journal}}:  CS1-vedligeholdelse: Flere navne: authors list (link)
72. ↑  Saunders, M., Jiménez-Vázquez, H. A.; Cross, R. J.; Mroczkowski, S.; Freedberg, D. I.; Anet, F. A. L. (1994). "Probing the interior of fullerenes by 3He NMR spectroscopy of endohedral 3He@C60 and 3He@C70". Nature. 367: 256-258. doi:10.1038/367256a0.{{cite journal}}:  CS1-vedligeholdelse: Flere navne: authors list (link)

## Eksterne links

### Generelt
- US Government' Bureau of Land Management: Sources, Refinement, and Shortage. Arkiveret 25. juli 2008 hos  Wayback Machine Noget historie om Helium.
- WebElements: Helium
- It's Elemental – Helium

### Mere detaljeret
- Helium Arkiveret 12. april 2005 hos  Wayback Machine at the Helsinki University of Technology; includes pressure-temperature phase diagrams for helium-3 and helium-4
- Lancaster University, Ultra Low Temperature Physics – includes a summary of some low temperature techniques

### Diverse
- Physics in Speech Arkiveret 10. december 2004 hos  Wayback Machine with audio samples that demonstrate the unchanged voice pitch
- Article about helium and other noble gases
- Ebyte article on helium scarcity and potential effects on NMR and MRI communities